# Paulla Dove Jennings
Paulla Dove Jennings, född på 1930-talet, är en amerikansk professionell berättare, författare och lärare.

## Biografi
Jennings är dotter till  Ferris (krigarhövdingen Roaring Bull) Dove och Eleanor (klanmoder Pretty Flower). Hennes familj är av blandat stamursprung, Niantic och Narragansett. Hon lärde sig familjens och Narragansetts historia av sin mormor. Jennings har en examen från Community College of Rhode Island. Hon har arbetat vid barnens museum i Boston och framfört berättelser vid National Museum of the American Indian, där hon är kurator.
Hon tillhör Narragansett-folket och är medlem i stamrådet där hon har flera viktiga positioner. Hon har skrivit Strawberry Thanksgiving (1992), en bok för barn och unga vuxna.